# 横山プリン
横山 プリン（よこやま プリン、本名：清水 健雄、1938年〈昭和13年〉5月20日 - ）は、タレント、フリーライター、放送作家。AB型。滋賀県大津市出身。

## 来歴・人物
- 滋賀県立膳所高等学校を経て[1]、1961年立命館大学経営学部卒業[1]。大学時代はジャズのドラマー[1],、また千日劇場の楽屋に出入りもしていた、このころ漫画トリオの横山ノックに横山フックが辞めるのでメンバー入りしてほしいと懇願されたが就職が決まっていたので固辞。就職してサラリーマン生活をしていたが3か月で辞め[1]、大阪の繁華街でバンドボーイとして修業した[1]後、再び芸人志望が強くなり横山ノックの元を訪れると横山やすしを紹介されお前ら組めと言われコンビを組み、初代横山たかしの名前をもらう[1]。やすしとコンビを2度組むが解散。その後は芸名を横山プリンと変えた。
- 大阪で最初にデビューした頃は芽が出なかったことから東京へ移り、放送作家として『巨泉×前武ゲバゲバ90分!』（日本テレビ）の台本執筆などで活動[2]。この一方で当時で言うところのヒッピー族としても出没していたことがあった[1]。この時も芽が出なかったため、大阪へ戻り、コントの台本を書いてはラジオ局などへ売り込むという日々を送っていた[1]。その後は放送作家の尾上たかし宅に出入りし始めるようになり、それをきっかけにわずかながら仕事を得るようになる[1]。
- 1972年頃、OBC（ラジオ大阪）のラジオ番組『カット・ジャパン1310』のパーソナリティを務め、その型破りな話術が人気を集める。その後はラジオ・テレビ等のレギュラーを持っていたが1983年に芸能活動を休止。ドイツ等に長期に渡り滞在。帰国後に画廊を経営。その後は東京でテレビ番組に構成作家（ブレーン）として参加。フリーライターを経て、1990年代半ばには千葉に住んでいたが、現在は大阪市在住。
- やすしの死後は筆頭弟子として、ノック一門をまとめている。ノックと同様の禿げ頭が特徴で、師匠と出演するときは二人で「ライト兄弟」と称していた。
- 『プリン&キャッシーのテレビ! テレビ!』では、よみうりテレビ アナウンサー（当時）の佐藤忠功
  - 佐藤忠功  をむちゃぶりで鍛えたり、共演者である子供と本番中に本気でケンカして唾のかけあいをするなどと言った破天荒なキャラクターがお茶の間で話題となった。
- 弟子に高井ギャラ（女性）がいる。
- 2000年代に入り、高井ギャラのブログで元気な姿を見せている。
- 阪神タイガースのファンである。
- かつては喫煙者だったが、現在は禁煙している。
- 師匠ノックの元相方　横山アウトの息子・田中章のコンビ名「プリンプリン」との関連はない。
- 2016年 天満天神繁昌亭で一夜限りの復活を遂げた。
- 2025年5月8日、天満天神繁昌亭で「横山ノック追笑落語会     〜おもろい男のおもろい話～」をプロデュース、出演した[3]。主な出演者は 月亭八方、桂小文枝（4代目）、桂坊枝[4]。

## 出演番組
- テレビ
  - ノックは無用!（関西テレビ）
  - 暑さをぶっ飛ばせ!（よみうりテレビ）
  - プリン&キャッシーのテレビ! テレビ!（よみうりテレビ）
  - スターむりむりショー（日本テレビ）
  - クイズタイムショック（NETテレビ＝現テレビ朝日）
  - プリンのアタックヤング（テレビ静岡）
- ラジオ
  - プリンの人生相談・わしゃ知らん!（朝日放送ラジオ）
  - ごきげんさん! 2時です(MBSラジオ、水曜日担当)
  - オーサカ・オールナイト 夜明けまでご一緒に（ラジオ大阪）※ラジオ初出演[2]
  - カット・ジャパン1310（ラジオ大阪）
  - プリンのぶっちゃけバンバン（ラジオ大阪）
  - OBC目覚しワイド 朝はどこからプリンから（ラジオ大阪）
  - おっと！ モモンガ（ラジオ大阪）
  - シャナナぎんざ 何がなんだか若ラジオ（ニッポン放送）